# Andrzej Kotula (1822–1891)
Andrzej Kotula (ur. 10 lutego 1822 w Grodziszczu, zm. 10 października 1891 w Cieszynie) – polski prawnik, działacz narodowy na Śląsku Cieszyńskim.

## Życiorys
Urodził się jako szósty z trzynaściorga dzieci Józefa, chałupnika, i Marii z Kasparków. Ukończył kolejno ewangelicką szkołę trywialną w Grodziszczu, gimnazjum ewangelickie na Wyższej Bramie w Cieszynie, liceum w Bratysławie i studia prawnicze w Wiedniu. W 1848 roku brał udział w Zjeździe Słowiańskim w Pradze. 2 czerwca 1848 roku wraz z Pawłem Stalmachem, także delegatem Śląska Cieszyńskiego, zaprotestowali przeciwko włączeniu ich do sekcji czeskiej i będąc Polakami chcieli siedzieć w sekcji polskiej.
Z powodu uczestnictwa w Zjeździe Słowiańskim w 1849 roku odrzucono jego kandydaturę na stanowisko profesora przyrody w gimnazjum ewangelickim w Cieszynie.
W takiej sytuacji pracował jako auskultant sądowy w Cieszynie. Później był urzędnikiem gruntowym w Ipoly-Ságh na Słowacji. Starsi autorzy podają, że jako taki pracował w latach 1850-1862, obecnie pobyt Kotuli na Węgrzech datuje się na lata 1853-1857.
Po powrocie na Śląsk Cieszyński był notariuszem we Frysztacie, a od 1867 roku w Cieszynie. Pod kryptonimem J. Gr. (tj. Jędrzej Grodziszczanin) publikował artykuły w Tygodniku Cieszyńskim i Gwiazdce Cieszyńskiej. W tym drugim piśmie rozwijał kampanię o wprowadzenie języka polskiego do szkół i urzędów, przekonując chłopów o konieczności oświaty oraz drukując utwory literackie. Był jednym z założycieli Czytelni Ludowej oraz w 1885 współzałożycielem polskiej organizacji edukacyjnej Macierzy Ziemi Cieszyńskiej.
Był autorem pamiętnika poetyckiego (zbioru ponad 60 utworów) zatytułowanego Szkoła polszczyzny lub Dziennik poświęcony ćwiczeniu się w języku macierzyńskim.

## Rodzina
11 lutego 1850 roku poślubił Annę z Tetlów. Z tego małżeństwa pochodzili:
- Bolesław (ur. 1849, zm. 1898) – zoolog i botanik, zginął w Alpach w czasie wspólnej wyprawy badawczej z bratem Andrzejem
- Ludmiła (ur. 1851, zm. ?)
- Ludomir (ur. 1852, zm. 1919)
- Andrzej (ur. 1853, zm. 1934) – dyrektor kolei żelaznej w Wiedniu, po tragicznej śmierci brata Bolesława w czasie wyprawy w Alpy porzucił karierę urzędniczą; nie założył rodziny
- Jerzy (ur. 1855, zm. 1889) – księgarz
- Rudolf (ur. 1858, zm. 1931)